# Rakovski
Rakovski (in bulgaro Раковски?) è un comune bulgaro situato nella Regione di Plovdiv di 29 026 abitanti (dati 2009). La sede comunale è nella località omonima.

## Etimologia
Prende il nome dal rivoluzionario del XIX secolo Georgi Rakovskij.

## Storia
Il comune è stato fondato nel 1966 con l'unione di General Nikolaevo, Sekirovo e Parchevich.

## Società

### Religione
La maggioranza della popolazione è di religione cattolica.

## Luoghi di culto
- La Chiesa del Sacro Cuore di Gesù
- La Chiesa di San Michele Arcangelo
- La chiesa dell'Immacolata Concezione della Vergine
- Convento delle Monache Francescane
- Convento delle Monache Benedettine
- Convento di S. Massimiliano Kolbe

### Galleria d'immagini

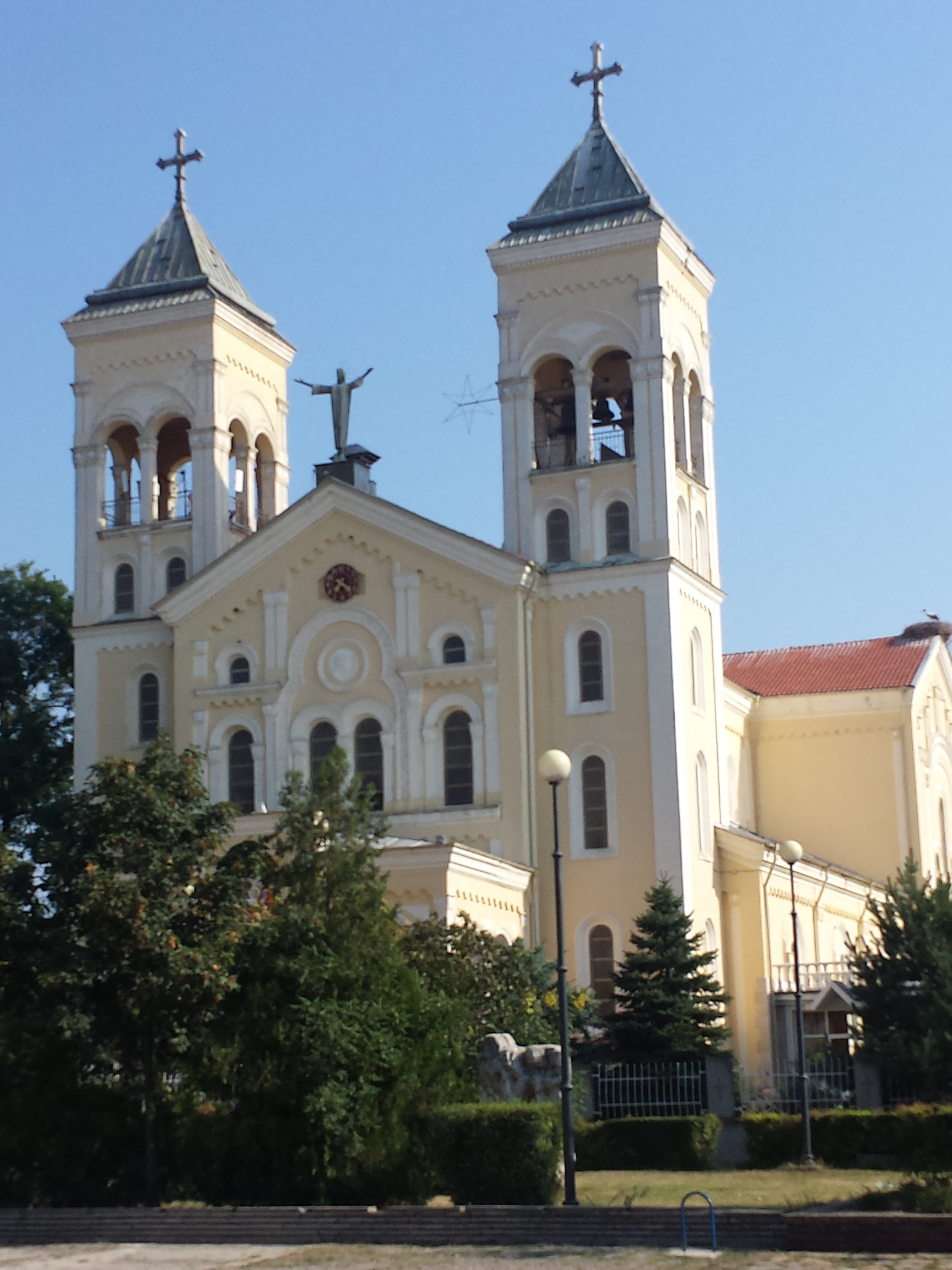
La Chiesa del Sacro Cuore di Gesù
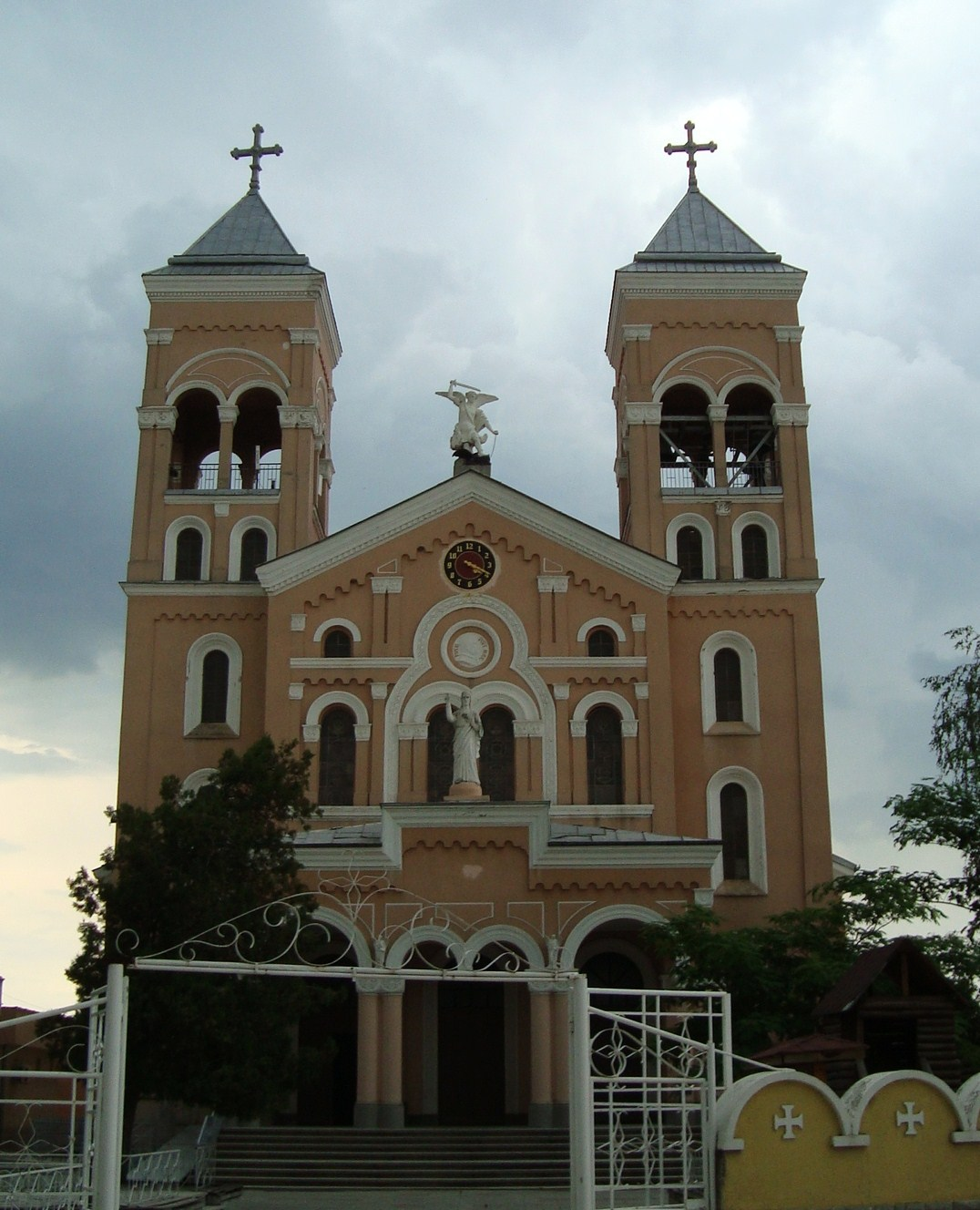
La Chiesa di San Michele Arcangelo
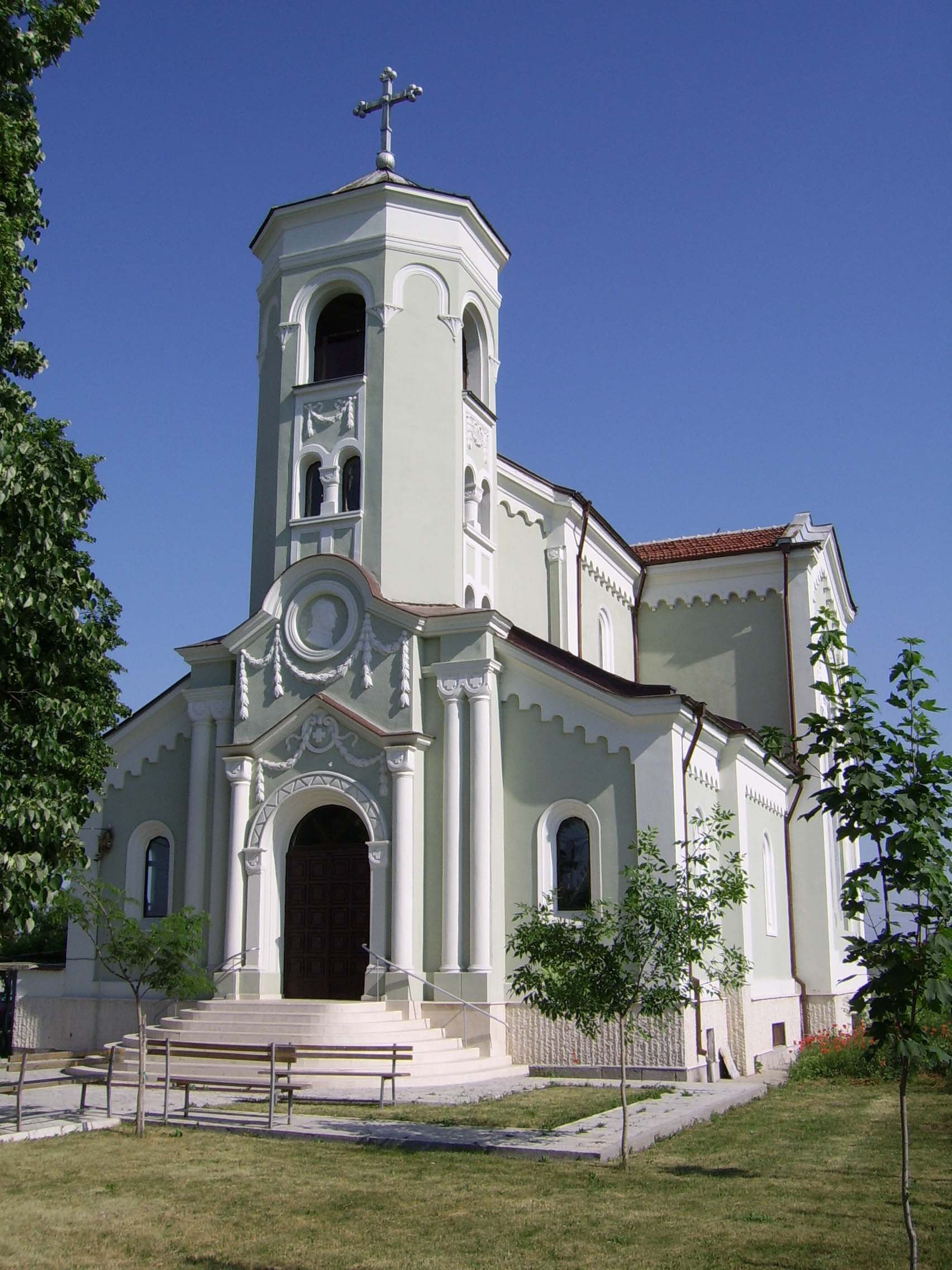
La chiesa dell'Immacolata Concezione della Vergine

Convento delle Monache Francescane
Convento di S. Massimiliano Kolbe

## Amministrazione

### Gemellaggi
- Strumica, dal 2009
- Čiprovci, dal 2018
- Arzergrande, dal 2019

## Località
Il comune è formato dall'insieme delle seguenti località:
- Rakovski (sede comunale)
- Belozem
- Boljarino
- Čalăkovi
- Momino selo
- Šišmanci
- Strjama